# Клейн, Аллен
А́ллен Клейн (Allen Klein; 18 декабря 1931, Ньюарк, Нью-Джерси, США — 4 июля 2009, Нью-Йорк, США) — американский предприниматель и музыкальный менеджер, известный, в частности, по работе с The Beatles и The Rolling Stones.

The Beatles с менеджером Алленом Клейном (в центре)

## Биография
Аллен Клейн родился в Ньюарке, Нью-Джерси, в семье еврейских иммигрантов из Будапешта. Его отец был мясником, а мать умерла, когда Аллену ещё не исполнилось года. Будучи подростком, он работал на нескольких работах, а вечером ходил на вечерние занятия в школу. Он преуспел в арифметике, окончил колледж Упсала в Нью-Джерси в 1956 году, после чего в качестве бухгалтера начал работу в шоу-бизнесе.
В 1957 году Клейн начал свой собственный бизнес, в партнёрстве со своей женой Бетти. Несколько лет спустя, на свадьбе, он встретился с певцом Бобби Дарином и спросил его: «Хотели бы вы заработать $ 100000?». Ошеломленный Дарин спросил, что он должен для этого сделать. Клейн ответил: «Ничего», — после чего подал в суд на записывающую компанию Дарина, которая, как он полагал, недоплачивала певцу. Дарин позволил провести Клейну бухгалтерскую проверку и вскоре получил от того чек — ровно на обещанную сумму. «Нет победы, нет оплаты» — таким стал девиз Клейна. Инсайдеры звукозаписывающей индустрии начали бояться его. Клейна начали рекомендовать многим известным музыкантам.

### Cameo Records
Лейбл звукозаписи Cameo Records был создан в 1956 году, а Parkway, дочерняя компания, — в 1958 году. Обе были основаны в Филадельфии и ориентировались на подростковый поп-рынок. К 1964 году хит-потенциал Cameo Records иссяк, но компания продержалась до 1967 года. Наконец, в 1967 году Клейн выкупил Cameo Records вместе с правами на музыку The Animals, Herman's Hermits, Бобби Райделла, ? & the Mysterians и Чабби Чеккера, а также записи сделанные Микки Мостом.

### The Rolling Stones
В 1965 году Клейн стал соменеджером The Rolling Stones, а год спустя выкупил долю прав на управление делами группы у Эндрю Луг Олдхэма, который, впрочем, продолжал работать в качестве её менеджера до конца 1967 года. Мик Джаггер учился в Лондонской школе экономики: он был поражён деловой проницательностью Клейна и рекомендовал его Полу Маккартни. Вскоре, однако, у Джаггера стали появляться сомнения в профессионализме Клейна.
В 1970 году Rolling Stones решили уволить Клейна и создать свои собственные бизнес-проекты. Бизнесмен подал на группу в суд; по решению последнего к нему перешли права на большинство песен Rolling Stones, записанных до 1971 года. Кит Ричардс позднее назвал эти решения суда «ценой за обучение» (англ. the price of an education).
К концу 1990-х годов некоторые из альбомов Rolling Stones остались неизданными на компакт-дисках. В 2002 году под руководством Джоди Клейна (сына Аллена) был произведён ремастеринг альбомов группы 1960-х годов, что способствовало заметному росту интереса к ним. Один из редчайших альбомов The Rolling Stones, Metamorphosis, был выпущен компанией ABKCO Records, основанной и руководимой Алленом Клейном.

### The Beatles
Во время съёмок Rock and Roll Circus Клейн случайно познакомился с Джоном Ленноном. После смерти Брайана Эпстайна в 1967 году Beatles остались без менеджера. Рутинные дела группы вела компания NEMS, возглавляемая братом Эпстайна — Клайвом; связующим звеном здесь служил Питер Браун, наладивший хорошие отношения как с Эпстайном, так и с Полом Маккартни.
Не имея концертного графика, но с массой концертных обязательств на руках, Beatles нуждались в менеджменте особого рода. Постепенно они утратили связи со многими из тех, с кем Эпстайн заключал коммерческие сделки, — в частности, музыкальным издателем Диком Джеймсом и финансовым советником доктором Уолтером Страком (англ. Walter Strach), — связи, обеспечивавшие финансовую безопасность группы.
Участники The Beatles привыкли просить об услугах, не задумываясь о цене; компания Apple Records в основном и была построена на этом принципе. Эпстайн для битлов был человеком, который всегда мог положить предел расточительству, обсудив практические детали, сказать «нет» ненужным расходам. Всё это оказалось почти позабыто. Лишившись человека, который их контролировал, музыканты стали сорить деньгами и доверять ненадёжным людям; у них возникли проблемы.
К 1969 году финансовые дела Apple Records пришли в беспорядок; становилось очевидно, что им был необходим деловой мозг, чтобы уладить все возникшие на тот момент проблемы. Было рассмотрено несколько кандидатур на пост «мозга», включая лорда Бичинга. Маккартни предлагал на эту роль своего тестя Ли Истмана; эта кандидатура встретила противодействие остальных участников группы, подозревавших, что тот будет заботиться в основном об интересах Маккартни. Клейн, прочтя заявление Леннона о том, что Beatles, если всё будет продолжаться так же, через шесть месяцев обанкротятся, вошёл с ним в контакт и предложил условие, по которому комиссионные он получил бы лишь в том случае, если бы поднял бизнес; от Applе, теряющей деньги, он не собирался ничего брать.
Леннон встретился с Клейном в отеле «Дорчестер» (напротив Гайд-парка в Лондоне). Бизнесмен произвёл на него впечатление — как глубоким знанием песен (он знал наизусть тексты всех ленноновских песен), так и «уличным» характером деловой хватки. Леннон убедил Джорджа Харрисона и Ринго Старра в том, что Клейн должен вступить в должность менеджера вместо Истмэна. Маккартни, согласившийся — с тем, чтобы продемонстрировать «единство» участников группы, — позировать для фотографов, делая вид, будто подписывает контракт, в действительности не оставил своей подписи на бумаге. Это фундаментальное разногласие в вопросе о том, кто должен управлять делами группы, под которым скрывались накапливавшиеся долгие годы раздражение и взаимное недоверие музыкантов, в конечном итоге явилось одним из ключевых факторов распада The Beatles.
В 1969 году Клейн перезаключил контракт The Beatles с EMI, добившись того, что музыкантам группы стал выплачиваться самый высокий на тот момент процент авторских отчислений: 69 центов с альбома (стоимость которого составляла $6–7). В обмен компания EMI получила возможность выпустить несколько сборников раннего материала — сделать то, чего не позволял ей Брайан Эпстайн. Клейн взял под свой контроль процесс издания сингла «Something»/«Come Together», вышедшего в решающий момент, когда Apple отчаянно нуждалась в финансовых притоках.
Он же реанимировал заброшенный проект Get Back (выпущенный как Let It Be), вызвав Фила Спектора в Англию для работы с плёнками. Клейн изменил распорядок дня и привычки работников офисов Apple, в частности, установил таймер для штата, настоял на том, чтобы еда централизованно доставлялась из кухни, располагавшейся в здании, а не готовилась каждый раз по отдельному требованию. Клейн сократил статьи расходов компании, отменил выплаты и кредиты по открытым счетам для многих партнеров Beatles, а также «друзей друзей», сотрудничавших с компанией, в частности, консультантами.
Маккартни продолжал не доверять Клейну, хоть и заметил однажды: «Если ты нас обворовываешь, то не понимаю, каким образом». После их неофициального соглашения о распаде в конце 1969 года Маккартни в конечном счете предъявил иск другим трем битлам за то, что он назвал «разводом». Маккартни заявил, что хотел бы юридически распустить Beatles, не позволив Клейну «выдоить» артистическое наследие группы. В 1975 году распад группы был юридически оформлен.
После того, когда в 1970 году распалась ливерпульская четвёрка, Клейн некоторое время являлся менеджером Джорджа Харрисона, Джона Леннона и Йоко Оно..
Примечателен также случай, когда Клейн был одним из основных участников судебного процесса, по которому песня Харрисона «My Sweet Lord» обвинялась в плагиате песни «He's So Fine» американского женского квартета The Chiffons. Первое время, Клейн выступал на стороне исполнителя, однако затем он сменил стороны: купил компанию Bright Tunes (владельца прав на вторую песню) и продолжил судебное дело против музыканта. В 1981 году окружной суд признал, что Клейн действовал неподобающим образом и постановил, что Харрисон должен приобрести Bright Tunes за 587 000 долларов — сумму, которую Клейн ранее заплатил за компанию. В результате бывший менеджер Харрисона остался ни с чем, а Харрисон автоматически получил авторские права на «My Sweet Lord» и на «He’s So Fine». Судебный процесс, однако, завершился только в 1991 году после того, как решение окружного судьи было подтверждено судом высшей инстанции.[4][5]
Уже в конце 1990-х годах Клейн судился с группой The Verve из-за песни «Bitter Sweet Symphony», в которой используется фрагмент вступления песни «The Last Time» Джаггера и Ричардса. Первоначально группа The Verve договорилась о разрешении использовать музыкальный фрагмент композиции из шести нот, но Клейн заявил, что The Verve нарушила договор и использовала фрагмент большей продолжительности[3]. Клейн через свою компанию ABKCO Records инициировал судебное разбирательство, закончившееся мировым соглашением сторон, в результате которого все причитающиеся автору платежи от композиции The Verve переходили к Клейну, а указываемое при публикациях авторство песни было изменено на «Джаггер, Ричардс, Эшкрофт»[4] (лишь в 2019 году данный вопрос был окончательно улажен при посредничестве сына Аллена Клейна, Джоди, и нового менеджера Stones Джойса Смита).

### Интересные факты
В шоу-бизнесе Клейн имел репутацию так называемого «скупщика». В своё время Клейн выкупил права на фильмы Алехандро Ходоровски, снятые до 1980 года (по мнению многих критиков, его лучшие работы). Их постигла та же судьба, что и записи The Rolling Stones: фильмы Ходоровски нигде официально не показывались и на видеоносителях не выпускались. Только после смерти Клейна режиссёр смог вернуть себе права на свои фильмы.